# Станки (Псковский район)
Станки — деревня в Тямшанской волости Псковского района Псковской области России.
Расположена в 16 км к западу от центра города Пскова и в 3 км к западу от деревни Тямша.

## Население
| 2001 | 2002 | 2010 |
| ---- | ---- | ---- |
| 2    | →2   | ↗15  |